# EMD GT46MAC
A EMD GT46MAC é uma locomotiva de transporte de carga com transmissão elétrica de corrente alternada construída pela Electro-Motive Diesel em 1997-1998 para a ferrovia Indian Railways, onde foi classificada como WGD-4. Doze locomotivas foram construídas e mais oito kits de montagem. Iniciaram o serviço em 1999